# Филип Александријски
Свештеномученик Филип Александријски је хришћански светитељ и ранохришћански мученик. Отац је Свете Евгеније Римске. Филип је за време римског цара Комода постављен за епарха целог Египта. По наређењу цара Филип је хришћане истерао из града Александрије, али им је дозволио да живе ван града и слободно упражњавају веру.
Једна богата жена је хтела да има сексуалне односе са Евгенијом која је била у мушком манастиру, прерушена у монха, пошто није знала да је Евгенија женско. Пошто је одлучно одбијена, ова жена је из освете отишла код епарха и оклеветала Евгенију. Епарх је наредио да све монахе окују и затворе у тамницу. Када је изведена на суд, света Евгенија се показала своме оцу као његова ћерка. Тада се Филип крстио са целом породицом. 
Убрзо након крштења Филип је послао писмо цару Северу и његовом сину Антонину писмо у коме је писао да за Римско царство није корисно да из градова изгоне хришћане. Добио је одобрење да по египатским градовима дозволи хришћанима да се врате назад на своја имања и да слободно исповедају веру. Међутим убрзо се римско племство побунило тако да је филипу стигла наредба да опет протера хришћане. Пошто је и сам био хришћанин продао је своје имање и повукао се са положаја епарха. Тада је изабран за епископа александријског. На место епарха дошао је Теренције који је платио убице да га убију. Убице су га убиле на молитви, посекавши га мачевима. Филип је сахрањен унутар града на месту званом Изиум, у цркви коју је он сам подигао. Био је веома популаран у Александрији.
Српска православна црква слави га 24. децембра по црквеном, а 6. јануара по грегоријанском календару.